# Sodalitium Pianum
O Sodalitium Pianum ou La Sapinière foi uma organização secreta fundada em 1906 e constituída por um grupo de clérigos católicos que se dedicavam a buscar informações de outros eclesiásticos — incluindo cardeais — ou membros de congregações religiosas que eram suspeitas de modernismo teológico. As informações recolhidas por este grupo eram relatadas ao Papa Pio X ou aos cardeais dirigentes do Santo Ofício ou da Congregação do Índice, de modo que estas tomavam medidas adequadas contra essas pessoas.
Em reação ao movimento dentro da Igreja Católica Romana, conhecido como Modernismo, o Papa Pio X emitiu em 1907 a encíclica Pascendi Dominici Gregis e o decreto Lamentabili Sane Exitu, que condenou o movimento como uma heresia.
Para garantir o cumprimento dessas decisões, o Monsenhor Umberto Benigni organizou, através de seus contatos pessoais com teólogos, um grupo não oficial de censura que iria reportar a ele aqueles que acreditam estarem ensinando a doutrina condenada. Este grupo foi chamado de Sodalitium Pianum, i.e. Irmandade de Pio (X), que na França ficou conhecido como La Sapinière. Nunca teve mais de cinquenta membros, mas seus métodos frequentemente com excesso de zelo e clandestinidade, incluindo abrir e fotografar cartas privadas, e verificar os registros da livraria local para ver quem estava comprando o quê, mais atrapalhavam que ajudavam no combate da Igreja contra o modernismo.
O Cardeal Secretário de Estado Rafael Merry del Val impediu a associação de ganhar reconhecimento canônico, e o departamento competente da Cúria Romana a dissolveu em 1921, por razões de "alteração das circunstâncias". De acordo com Yves Congar O.P., a rede manteve-se operando em certa medida até aos princípios da Segunda Guerra Mundial.
Os pesquisadores estão divididos em suas opiniões sobre a extensão em que Pio X estava ciente ou aprovava as iniciativas de Benigni.
Segundo algumas fontes, de acordo com o testemunho do cardeal Pietro Gasparri, o Papa Pio X aprovou e inclusive apoiou financeiramente, mas não há consenso. Para alguns estudiosos, um dos membros foi o cardeal Eugenio Pacelli, mais tarde Papa Pio XII, embora também não haja unanimidade.